# Ritorno al presente (film)
Ritorno al presente è un film del 2022 diretto da Antonio Fornari e Andrea Maia.
Il film è stato prodotto da Variety Distribution e Amazing Film.

## Trama
Filippo, imprenditore rampante e di pochi scrupoli, mentre parla al telefono con un membro del suo staff un forte mal di testa e sviene. Non appena riprende conoscenza in clinica, chiama in aiuto l’amico Pippo e gli chiede di raggiungerlo immediatamente insieme agli altri amici (i Fabolous Five)  perché non sa dove si trova. La sua richiesta suona molto strana, perché non si vedono né sentono da anni, ma Pippo, che è neurologo nella clinica dove è ricoverato Filippo, chiarisce la situazione spiegando che Filippo ha subito un attacco ischemico transitorio che gli ha danneggiato la memoria.
Filippo infatti crede di essersi sentito male alla festa di compleanno sua e di Giuseppe, nel lontano 1997.  I cinque amici si ritrovano quindi a passare la serata con Filippo a casa sua ricordando i vecchi tempi , i loro sogni e aspirazioni. L'unico che non è contento della rimpatriata è Giuseppe perché alla famosa festa di compleanno scoprì Filippo insieme a Claudia , sua fidanzata e quinto elemento del loro gruppetto di inseparabili. Dopo quella sera tutti presero strade diverse. Ma anche lui riuscirà a fare pace con il passato. 
Nonostante Filippo recuperi la memoria e si renda conto di non essere la persona che voleva diventare, non può impedire che una speculazione edilizia che aveva organizzato (cacciando i proprietari con mezzi poco leciti) vada a buon fine e gli amici assistono quindi alla demolizione del casale che avevano sognato di acquistare tutti insieme da giovani e che diventerà invece un centro benessere. 

## Distribuzione
Il film è stato presentato in anteprima al Festival di Cannes 2022 ed è stato distribuito il 5 dicembre 2022 su Prime Video.